# Leichtathletik-Länderkampf der Männer 1953 Türkei – BR Deutschland
| 15. Leichtathletik-Länderkampf mit bundesdeutscher Beteiligung 1953 | 15. Leichtathletik-Länderkampf mit bundesdeutscher Beteiligung 1953 |                                 |
| ------------------------------------------------------------------- | ------------------------------------------------------------------- | ------------------------------- |
|                                                                     |                                                                     |                                 |
| Ländervergleich der Männer: Türkei – BR Deutschland                 |                                                                     |                                 |
| Austragungsort                                                      | Istanbul                                                            |                                 |
| Wettbewerbe                                                         | 20                                                                  |                                 |
| Datum                                                               | 12./13. September 1953                                              |                                 |
| 1. FRG 2. TUR                                                       | 111 Punkte 081 Punkte                                               |                                 |
| Chronik                                                             |                                                                     |                                 |
| ← GRC-FRG (M)                                                       | erster LK 1954:00 ESP-FRG (M) →                                     | erster LK 1954:00 ESP-FRG (M) → |

Auch im fünfzehnten und letzten Vergleich des Länderkampfjahres 1953 trafen die bundesdeutschen Männer mit der Türkei ein weiteres Mal auf einen neuen Gegner. Am 12./13. September wurde die Begegnung in der türkischen Stadt Istanbul ausgetragen, womit die Länderkampfreise beendet wurde.

## Wettbewerbe und Modus
Auch in dieser Begegnung wurden wieder zwanzig Wettbewerbe ausgetragen. Von den olympischen Disziplinen fehlten nur der Marathonlauf, die beiden Gehstrecken und der Zehnkampf. Wie im Aufeinandertreffen mit Griechenland drei Tage zuvor kam hier ausnahmsweise in den Einzeldisziplinen nicht die Standardwertung zur Anwendung. Stattdessen erhielten die Sieger nur jeweils vier statt fünf Punkte. In den Staffeln wurde mit fünf zu drei gewertet.

## Ergebnis
Mit den Rennen über 1500, 5000 und 10.000 Meter der 4-mal-100-Meter-Staffel sowie dem Weitsprung sicherten sich die türkischen Athleten fünf Disziplinwertungen. Alle übrigen Wettbewerbe gewann das bundesdeutsche Team. Darunter befanden sich neun Doppelerfolge. So entschieden die Leichtathleten der Bundesrepublik Deutschland den Länderkampf mit 111 zu 81 Punkten für sich.

## Legende
Kurze Übersicht zur Bedeutung der Symbolik – so üblicherweise auch in sonstigen Veröffentlichungen verwendet:
| DSQ | disqualifiziert |

## Resultate

### 100 m
| Platz | Athlet            | Land | Zeit (s) |
| ----- | ----------------- | ---- | -------- |
| 1     | Heinz Fütterer    | FRG  | 10,8     |
| 2     | Peter Kraus       | FRG  | 10,9     |
| 3     | Muzaffer Selvi    | TUR  | 11,2     |
| 4     | Todori Yordanidis | TUR  | 11,4     |

Datum: 12. September

### 200 m
| Platz | Athlet            | Land | Zeit (s) |
| ----- | ----------------- | ---- | -------- |
| 1     | Heinz Fütterer    | FRG  | 21,4     |
| 2     | Muzaffer Selvi    | TUR  | 22,4     |
| 3     | Todori Yordanidis | TUR  | 22,6     |
| 4     | Peter Kraus       | FRG  | 22,9     |

Datum: 13. September

### 400 m
| Platz | Athlet       | Land | Zeit (s) |
| ----- | ------------ | ---- | -------- |
| 1     | Hans Geister | FRG  | 48,4     |
| 2     | Urban Cleve  | FRG  | 49,6     |
| 3     | Emin Doybak  | TUR  | 50,0     |
| 4     | Ekrem Koçak  | TUR  | 50,0     |

Datum: 12. September

### 800 m
| Platz | Athlet          | Land | Zeit (min) |
| ----- | --------------- | ---- | ---------- |
| 1     | Werner Lueg     | FRG  | 1:52,0     |
| 2     | Friedel Stracke | FRG  | 1:52,5     |
| 3     | Ekrem Koçak     | TUR  | 1:53,3     |
| 4     | Turhan Göker    | TUR  | 1:56,1     |

Datum: 12. September

### 1500 m
| Platz | Athlet        | Land | Zeit (min) |
| ----- | ------------- | ---- | ---------- |
| 1     | Ekrem Koçak   | TUR  | 3:54,8     |
| 2     | Günter Dohrow | FRG  | 3:55,2     |
| 3     | Cahit Önel    | TUR  | 3:55,8     |
| 4     | Rolf Lamers   | FRG  | 3:55,8     |

Datum: 13. September

### 5000 m
| Platz | Athlet          | Land | Zeit (min) |
| ----- | --------------- | ---- | ---------- |
| 1     | Cahit Önel      | TUR  | 14:50,0    |
| 2     | Heinz Laufer    | FRG  | 15:09,2    |
| 3     | Osman Coşgül    | TUR  | 15:33,6    |
| 4     | Dieter Schlegel | FRG  | 16:07,2    |

Datum: 12. September

### 10.000 m
| Platz | Athlet           | Land | Zeit (min) |
| ----- | ---------------- | ---- | ---------- |
| 1     | Hüseyin Topsakal | TUR  | 31:39,0    |
| 2     | Hermann Eberlein | FRG  | 31:52,2    |
| 3     | Günter Heßelmann | FRG  | 32:14,6    |
| 4     | Ahmet Aytar      | TUR  | 33:49,4    |

Datum: 13. September

### 110 m Hürden
| Platz | Athlet            | Land | Zeit (s) |
| ----- | ----------------- | ---- | -------- |
| 1     | Bert Steines      | FRG  | 14,8     |
| 2     | Mustafa Batman    | TUR  | 15,2     |
| 3     | Wolfgang Troßbach | FRG  | 15,2     |
| 4     | Eper              | TUR  | 16,4     |

Datum: 12. September

### 400 m Hürden
| Platz | Athlet          | Land | Zeit (s) |
| ----- | --------------- | ---- | -------- |
| 1     | Heinz Ulzheimer | FRG  | 53,8     |
| 2     | Kurt Bonah      | FRG  | 54,0     |
| 3     | Aydın Tunalı    | TUR  | 55,6     |
| 4     | Emin Doybak     | TUR  | 55,6     |

Datum: 13. September

### 3000 m Hindernis
| Platz | Athlet             | Land | Zeit (min) |
| ----- | ------------------ | ---- | ---------- |
| 1     | Helmut Thumm       | FRG  | 9:24,4     |
| 2     | Abdullah Kökpinar  | TUR  | 9:34,2     |
| 3     | Karl-Heinz Schmalz | FRG  | 9:36,6     |
| 4     | Mustafa Ozcan      | TUR  | 9:37,0     |

Datum: 13. September

### 4 × 100 m Staffel
| Platz | Besetzung      | Land                                                       | Zeit (s) |
| ----- | -------------- | ---------------------------------------------------------- | -------- |
| 1     | Türkei         | Necdet Ergin Todori Yordanidis Seyfi Alanya Muzaffer Selvi | 43,6     |
| DSQ   | BR Deutschland | Bert Steines Peter Kraus Heinz Fütterer Heinz Kosina       |          |

Datum: 12. September

### 4 × 400 m Staffel
| Platz | Besetzung      | Land                                                          | Zeit (min) |
| ----- | -------------- | ------------------------------------------------------------- | ---------- |
| 1     | BR Deutschland | Bert Steines Hans Geister Heinz Ulzheimer Karl-Friedrich Haas | 3:21,4     |
| 2     | Türkei         | Emin Doybak Turhan Göker Ekrem Koçak Necdet Ergin             | 3:29,4     |

Datum: 13. September

### Hochsprung
| Platz | Athlet           | Land | Höhe (m) |
| ----- | ---------------- | ---- | -------- |
| 1     | Werner Bahr      | FRG  | 1,85     |
| 2     | Wolfgang Massion | FRG  | 1,85     |
| 3     | Erdal Akkan      | TUR  | 1,75     |
| 4     | Mahir Araz       | TUR  | 1,75     |

Datum: 12. September

### Stabhochsprung
| Platz | Athlet           | Land | Höhe (m) |
| ----- | ---------------- | ---- | -------- |
| 1     | Julius Schneider | FRG  | 4,00     |
| 2     | Hanfried Oertel  | FRG  | 3,90     |
| 3     | Muhittin Akın    | TUR  | 3,50     |
| 4     | Köseoğlu         | TUR  | 3,25     |

Datum: 13. September

### Weitsprung
| Platz | Athlet           | Land | Weite (m) |
| ----- | ---------------- | ---- | --------- |
| 1     | Avni Akgün       | TUR  | 7,32      |
| 2     | Suphi Ural       | TUR  | 7,16      |
| 3     | Heinz Oberbeck   | FRG  | 6,87      |
| 4     | Friedel Schirmer | FRG  | 6,57      |

Datum: 13. September

### Dreisprung
| Platz | Athlet         | Land | Weite (m) |
| ----- | -------------- | ---- | --------- |
| 1     | Kurt Trozowski | FRG  | 14,42     |
| 2     | Akın Altıok    | TUR  | 14,27     |
| 3     | Heinz Oberbeck | FRG  | 13,31     |
| 4     | Köcan          | TUR  | 13,14     |

Datum: 12. September

### Kugelstoßen
| Platz | Athlet        | Land | Weite (m) |
| ----- | ------------- | ---- | --------- |
| 1     | Werner Eckert | FRG  | 14,72     |
| 2     | Heinz Lutter  | FRG  | 14,11     |
| 3     | Nuri Turan    | TUR  | 13,30     |
| 4     | Necdet Akın   | TUR  | 12,40     |

Datum: 12. September

### Diskuswurf
| Platz | Athlet          | Land | Weite (m) |
| ----- | --------------- | ---- | --------- |
| 1     | Karl Oweger     | FRG  | 45,22     |
| 2     | Heinz Rosendahl | FRG  | 45,05     |
| 3     | Nuri Turan      | TUR  | 42,24     |
| 4     | Tanik           | TUR  | 36,50     |

Datum: 13. September

### Hammerwurf
| Platz | Athlet            | Land | Weite (m) |
| ----- | ----------------- | ---- | --------- |
| 1     | Karl Storch       | FRG  | 58,40     |
| 2     | Muzaffer İskender | TUR  | 44,78     |
| 3     | Tamer Balcı       | TUR  | 44,20     |
| 4     | Heinz Rosendahl   | FRG  | 32,39     |

Datum: 13. September
Diskuswerfer Heinz Rosendahl sprang für den verletzten Karl Wolf ein.

### Speerwurf
| Platz | Athlet         | Land | Weite (m) |
| ----- | -------------- | ---- | --------- |
| 1     | Heinrich Will  | FRG  | 64,08     |
| 2     | Gerhard Keller | FRG  | 57,26     |
| 3     | Kemal Köksal   | TUR  | 51,02     |
| 4     | Alspashan      | TUR  | 47,50     |

Datum: 12. September